# Sapiehowie (gałąź kodeńska)
Gałąź kodeńska Sapiehów herbu Lis – młodsza gałąź polskiego rodu Sapiehów herbu Lis, z gniazdem w Kodniu i Krasiczynie.
Za czasów I Rzeczypospolitej członkowie rodu nie doszli aż do takiej potęgi, jak starsza linia rodu, nie poparli także starszej linii w konflikcie ze szlachtą litewską pod koniec XVII w., co pozwoliło im uniknąć katastrofy bitwy pod Olkienikami.

## Geneza
Linia pochodziła od Iwana Semenowicza Sapiehy. Do głównych siedzib linii należały m.in. Kodeń i Krasiczyn.

## Znani przedstawiciele
Do obecnie żyjących (lub niedawno zmarłych) członków linii kodeńskiej zaliczają się:
- Maria Krystyna z Sapiehów Freemantle, córka Pawła ur. 1934

- Zofia z Sapiehów Komorowska, c. Adama Zygmunta ur. 1919, zm. 1997

- Teresa Jadwiga z Sapiehów de San, c. Adama Zygmunta ur. 1924

- Michał Ksawery Sapieha, s. Adama Zygmunta ur. 1930, zm. 2013
  - Aleksander Leon Sapieha s. Michała Ksawerego ur. 1953
    - Maite Sapieha s. Aleksandra Leona ur. 1981
    - Gregory Sapieha s. Aleksandra Leona ur. 1983
    - Jeffrey Sapieha s. Aleksandra Leona ur. 1988

  - Stefan Adam Sapieha s. Michała Ksawerego ur. 1956
    - Raphaelle Sapieha s. Stefana Adama ur. 1982
    - Nicolas Sapieha s. Stefana Adama ur. 1986

- Maria Ludwika z Sapiehów de Hemptine, c. Adama Zygmunta ur. 1931